# Candace Bushnell
Candace Bushnell (Glastonbury, 1º dicembre 1958) è una scrittrice statunitense.
È un'autrice, giornalista, produttore televisivo attualmente residente a New York. Deve la sua popolarità al libro Sex and the City, e al telefilm ad esso ispirato, cui hanno fatto seguito due film.

## Biografia
È nata a Glastonbury, nel Connecticut. Figlia di Calvin L. Bushnell e Camille Salonia. Suo padre fu uno degli inventori della cella a combustibile ad idrogeno raffreddata ad aria che venne usata nelle missioni spaziali Apollo negli anni '60. I suoi antenati negli Stati Uniti possono essere fatti risalire a Francis Bushnell, che fu uno dei firmatari del Patto di Guilford, che emigrò da Thatcham, Berkshire, in Inghilterra nel 1639. Sua madre era di origine italiana. Quando la Bushnell lascia la Rice University, negli anni settanta, era conosciuta per essere una assidua frequentatrice di party e feste, ed era molto conosciuta nello Studio 54. Dopo aver tentato di diventare attrice, successivamente trova lavoro in diverse riviste femminili, come Ladies Home Journal e Self and Mademoiselle
La sua grande occasione si presenta nel 1994: le viene proposto di curare una sua rubrica sul New York Observer, dove può scrivere ciò che vuole. Nasce così la famosa rubrica Sex and the City, in cui Carrie Bradshaw, alter ego della Bushnell, parla delle sue folli notti con le amiche a New York, tra i bar di TriBeCa, le estati negli Hamptons e le gite ad Aspen. I pezzi della Bushnell sono poi raccolti in un libro, che nel 1998 diventa una serie televisiva di successo per la Home Box Office, che andrà in onda fino al 2004, a interpretare il ruolo di Carrie Bradshaw sarà l'attrice Sarah Jessica Parker. Bushnell pubblica due seguiti al primo romanzo.
Nel giugno 2002 ha sposato il ballerino del New York City Ballet Charles Askegaard., nel 2011 divorzia. Ha scritto e ha creato una serie web, The Broadroom, con Jennie Garth, in collaborazione con l'editore delle riviste Meredith Corporation, lanciata a settembre 2009 che con umorismo riguarda le donne over 40.

## Opere
- 1996 - Sex and the City, trad. B. Casavecchia e F. Paracchini, Mondadori 2016. ISBN 978-88-046-5447-6
- 2000 - 4 Blondes, Bionde a pezzi, Piemme 2004. ISBN 978-88-384-8204-5
- 2003 - Trading Up, New York sexy, Piemme 2008. ISBN 978-88-384-9993-7
- 2005 - Lipstick Jungle, Lipstick Jungle, trad. M. Salaroli, Piemme 2007. ISBN 978-88-384-8992-1
- 2008 - One Fifth Avenue, One Fifth Avenue, Piemme. ISBN 978-88-566-1524-1
- 2010 - The Carrie Diaries, Il diario di Carrie, trad. V Ricci, Piemme 2013. ISBN 978-88-683-6613-1
- 2011 - Summer and the City, Summer and the City, Piemme 2013. ISBN 978-88-683-6614-8
- 2015 - Killing Monica, Golden girl, Piemme 2015. ISBN 978-88-566-4987-1
- 2019 - Is There Still Sex in the City?, Sex in the city...e adesso?, Mondadori 2019. ISBN 978-88-047-1866-6
- 2020 - Rules for Being a Girl, Una ragazza perfetta, HarperCollins 2021. ISBN 978-88-690-5735-9